# Realismo cuántico

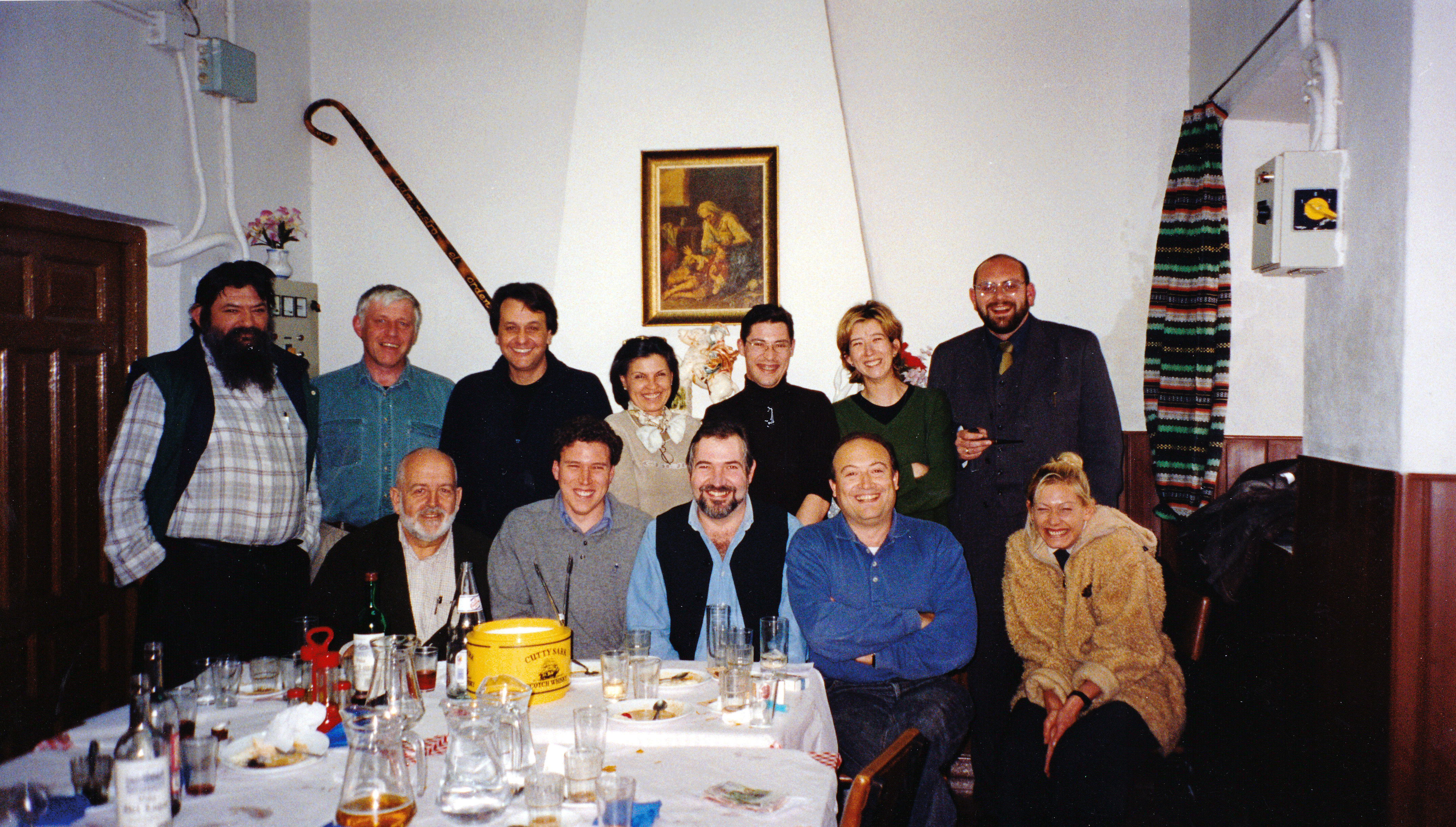
El Grupo de Estética Cuántica el día de la firma de su manifiesto en febrero de 1999. De izda. a dcha., arriba: Agustín Ruiz de Almodóvar, Luc Schokkelé, Xaverio, Angelina Torné, Andrés Monteagudo, Marita Caro, Miguel Ángel Contreras. Abajo: José Palacios, Francisco Plata, Joan Nicolau, Gregorio Morales, Susanna Majorck.

Término acuñado por Gregorio Morales para hacer referencia al enfoque literario y artístico con que la estética cuántica plasma la realidad, caracterizado por la identidad de pensamiento y materia (el primero como creador de la segunda), hallazgo de las causas profundas e invisibles que mueven las apariencias y propósito de producir un salto cuántico en el lector.